# Silniční most se sochami (Žďár nad Sázavou)
Silniční most s 8 sochami ve Žďáru nad Sázavou v části města zvané Klášter je barokní kamennou památkou z druhé poloviny 18. století. Je postaven přes Stržanovský potok, který propojuje rybníky Bránský a Konventský v okolí historického žďárského kláštera. Nachází se pod kopcem, na němž stojí památka UNESCO - poutní kostel svatého Jana Nepomuckého. Přes most vede silnice I/37. Jedná se o kulturní památku od roku 1958.

## Historie a popis
Tříobloukový kamenný most se sochami nechal postavit opat místního cisterciáckého kláštera Bernard Hennet, nástupce opata Vejmluvy na místě původního dřevěného mostu v roce 1761. Stavebník se inspiroval Karlovým mostem v Praze a jeho barokní sochařskou výzdobou. Původně byl určen pro koňské potahy.  
Přemostění je dlouhé 25metrů, jeho šířka je 6 metrů a jeho tři segmentové oblouky mají rozpětí kleneb  9 + 9 + 9 metrů. Je vytvořen ze žulových kvádrů, výrazným znakem mostu jsou i hrotité pilíře. Je osazen 
8 barokními sochami světců, kteří stojí na bohatě dekorovaných soklech s volutami. Jejich umístění i výběr je dán i přesně zvolenou symbolikou. První v pořadí od centra města (směrem z Moravy, nedaleko probíhá zemská hranice) jsou slovanští věrozvěstové Cyril a Metoděj, následováni svatými bratry  Janem a Pavlem, ochránci před bouřemi a krupobitím, následuje spolupatron klášterní baziliky svatý Mikuláš se zemským patronem a biskupem svatým Vojtěchem, které doplňuje zakladatel řádu cisterciáků svatý Bernard z Clairvaux s otcem řehole svatým Benediktem z Nursie (nejblíže klášteru). Pod sochou Metoděje je vytesán odlišný rok vzniku – 1766. Autor soch je neznámý.

### Opravy mostu
V roce 1947 proběhla oprava mostu, kdy došlo k posílení mostu železobetonovou deskou, což nebylo příliš optimální řešení.
V roce 2008-2009 došlo k poslední opravě stavby. Během ní byly opraveny a zaspárovány klenby a pilíře, zpevňovalo se založení podpor mikropiloty.  Stará železobetonová deska byla nahrazena novou s kvalitní izolací a systémem odvodnění. Důležitou součástí oprav bylo položení nové vozovky.  Zároveň ale byly nahrazeny původní sochy kopiemi, originály byly přesunuty na nedaleký Dolní hřbitov, který vytvořil Jan Santini.